# Mayans M.C.
A Mayans M.C. 2018 és 2023 között vetített amerikai bűnügyi drámasorozat, amelyet Kurt Sutter és Elgin James alkotott. A főbb szerepekben J. D. Pardo, Clayton Cardenas, Sarah Bolger, Michael Irby és Carla Baratta látható.
Az első évadot Amerikában 2018. szeptember 4-én az FX, Magyarországon 2020. április 1-én az HBO Go mutatta be.
Az utolsó évad Amerikában 2023. május 24-én az FX, Magyarország 2023. június 1-én az HBO Max mutatta be.

## Ismertető
Ezekiel "EZ" Reyes a Mayans M.C. alapítólevelének egyik jelöltje az amerikai-mexikói határon. EZ egy büszke mexikói család tehetséges fia, akinek amerikai álmát a kartell erőszakos fellépése oltotta ki. Most a bosszúvágya egy olyan élet felé hajtja, amelyet soha nem akart, és amelyből soha nem tud szabadulni.

## Szereplők

### Főszereplők
| Szereplő                 | Színész            | Magyar hang                                       | Leírás |
| ------------------------ | ------------------ | ------------------------------------------------- | --- |
| Ezekiel "EZ" Reyes       | J. D. Pardo        | Fehér Tibor                                       | A Mayans M.C, alelnöke majd elnöke. A börtönből való szabadulása után csatlakozott a klubhoz. Felipe és Marisol Reyes fia, Angel Reyes öccse, aki szponzorálta őt. |
| Angel Reyes              | Clayton Cardenas   | Varga Rókus                                       | A Mayans M.C. teljes jogú tagja. EZ bátyja, valamint Felipe és Marisol fia. |
| Emily Galindo            | Sarah Bolger       | Molnár Ilona                                      | EZ egykori gyermekkori szerelme, jelenleg Miguel Galindo felesége és Cristóbal Galindo II édesanyja, akit Miguel elhunyt testvéréről neveztek el. Emellett ő Erin Thomas nővére is. |
| Obispo "Bishop" Losa     | Michael Irby       | Epres Attila                                      | A Mayans M.C. korábbi elnöke és alelnöke. A Mayans M.C. három királyának egyike, és az alapító Marcus Alvarez unokatestvére. Antonia Penától született egy kisfia, Aidan Losa, akinek autóbalesetben bekövetkezett halála még mindig kísérti őt.                                                                                   |
| Luisa "Adelita" Espina   | Carla Baratta      | Sipos Eszter Anna                                 | Végignézte, ahogy a családja a Galindo-kartell keze által pusztul el. Los Olvidados egy mexikói lázadókból álló csoport egykori vezetője, akik a Galindo-kartell elleni harcot tűzték ki célul. |
| Johnny "Coco" Cruz       | Richard Cabral     | Karácsonyi Zoltán                                 | Volt tengerészgyalogos mesterlövész és a Mayans M.C. teljes jogú tagja. Leticia Cruz édesapja és Celia fia |
| Che "Taza" Romero        | Raoul Max Trujillo | Tarján Péter                                      | A Mayans M.C. korábbi alelnöke. Korábban tagja volt a Vatos Malditos M.C.-nek is, de kilépett, miután annak elnöke, Palo megölte saját testvérét, Davidot, akivel Taza titkos kapcsolatban állt. |
| Michael "Riz" Ariza      | Antonio Jaramillo  | Sarádi Zsolt                                      | A Mayans M.C. tagja. Emellett Vicki Ariza unokaöccse. |
| Miguel Galindo           | Danny Pino         | Láng Balázs                                       | A Galindo-kartell, egy mexikói drogkartell korábbi vezetője, aki apja és a kartell alapítója, Jose Galindo halála után vette át a vezetést. Emily férje, Cristóbal apja, Jose özvegyének, Dita Galindónak a fia és Felipe Reyes biológiai fia.                                                                                     |
| Felipe Reyes             | Edward James Olmos | Szersén Gyula (1–2. évad) Fodor Tamás (3–5. évad) | Az egykor erős mexikói pátriárka, akinek 6hentesüzlete van Santo Padre-ban. Elhunyt felesége, Marisol révén Angel és EZ apja, később pedig kiderül, hogy Miguel biológiai apja egykori szeretője, Dita révén. |
| Marcus Álvarez           | Emilio Rivera      | Gubányi György István                             | A Mayans M.C. korábbi nemzeti elnöke, és korábban az Oakland kartell korábbi vezetője. Mielőtt távozott volna a Mayansból, három királyt választott helyette, hogy felügyeljék a klub jövőjét, köztük unokatestvérét, Bishopot. Ezután a Galindo kartell consejerojaként szolgált, ahol a vezetőjének, Miguelnek adott tanácsokat. |
| Gabriela "Gaby" Castillo | Sulem Calderon     | Vadász Bea                                        | A mexikói Oaxacából nemrégiben az Amerikai Egyesült Államokba bevándorolt lány igyekszik szebb jövőt építeni magának és családjának. |
| Hank "Tranq" Loza        | Frankie Loyal      | Orbán Gábor (1–2. évad) Olt Tamás (3–5. évad)     | A Mayans M.C., jószívű, egykori bunyósa. |
| Neron "Creeper" Vargas   | Joseph Raymond     | Molnár Kristóf                                    | Los Angeles-i ex-junkie, a Mayans M.C. teljes jogú tagja. |
| Gilberto "Gilly" Lopez   | Vincent Vargas     | Szrna Krisztián                                   | Jó kedélyű MMA harcos, a Mayans M.C. teljes jogú tagja. |
| Isaac Packer             | JR Bourne          | Sztarenki Pál                                     | A kemény motorosok elnöke és egy volt nomád, aki a "Meth Mountain" nevű táborban, Santo Padre mellett található drogközösség vezetője lett. Korábban bátyja és korábbi elnöke, Les Packer instabil természete miatt kiközösítette a motorosokból.                                                                                  |

### Mellékszereplők
| Szereplő                    | Színész           | Magyar hang                                          | Leírás |
| --------------------------- | ----------------- | ---------------------------------------------------- | --- |
| Devante Cano                | Tony Plana        | Dézsy Szabó Gábor                                    | Galindo Cartel consejero, aki hűségesen szolgálta Jose Galindót és mentorálja utódját, Miguelt.                                                                                 |
| Dita Galindo                | Ada Maris         | Orosz Anna                                           | Miguel anyja és José özvegye. Felipe Reyes-szel, korábbi szeretőjével is van közös múltja.                                                                                      |
| Nestor Oceteva              | Gino Vento        | Hám Bertalan                                         | A Galindo kartell egykori biztonsági főnöke és Miguel gyerekkori barátja. Később Marcus szponzorálásával a Mayans M.C. egyik jelöltje lesz.                                     |
| Kevin Jimenez               | Maurice Compte    | Kárpáti Levente                                      | Nagy tekintélyű DEA ügynök, aki személyes küldetésének tekinti a Galindo kartell felszámolását.                                                                                 |
| Larry Bowen                 | Curtiss Cook      | Varga Gábor                                          | DEA ügynök, aki Kevinnel együtt dolgozik a Galindo kartell felszámolásán. |
| Rodrigo atya                | Daniel Faraldo    | Eredeti hang                                         | Keresztény pap, aki Santo Padre-ban prédikál, és Felipe régi barátja. Adelita apjával, Pedro Espinával is van közös múltja.                                                     |
| Antonia Peña                | Alexandra Barreto | Tarr Judit                                           | Santo Padre polgármestere és Katrina felesége. Bishop egykori szeretője és Aidan Losa édesanyja.                                                                                |
| Chuck "Chucky" Marstei      | Michael Ornstein  | Beratin Gábor                                        | Egy Santo Padre-i roncstelepen dolgozik a Mayans M.C.-nek. Később azt állítják róla, hogy Ohioba költözött.                                                                     |
| Celia                       | Ada Luz Pla       | Kiss Erika                                           | Coco manipulatív anyja, aki prostituáltként dolgozik, és unokáját, Leticia Cruzt sajátjaként nevelte fel.                                                                       |
| Leticia "Letty" Cruz        | Emily Tosta       | Pekár Adrienn                                        | Coco lánya, akit élete nagy részében a nagymamája, Celia nevelt fel. |
| Franky Rogan                | Edwin Hodge       | Czető Roland                                         | A Santo Padre-i Rendőrkapitányság rendőrtisztje, aki barátságban van a Mayans-szal.                                                                                             |
| Lincoln "Linc" James Potter | Ray McKinnon      | Hirtling István                                      | Kaliforniai ügyészhelyettes, aki jelenleg a Mayans M.C. és a Los Olvidados ügyében is nyomoz.                                                                                   |
| Happy Lowman                | David Labrava     | Hegedüs Miklós                                       | A kemény motorosok őrmestere,. Később kiderül, hogy egy bérgyilkossági szerződés részeként megölte Marisol Reyest, és megölte Marcus Alvarez legidősebb fiát, Esai Alvarezt is. |
| Oscar "Oso" Ramos           | Ivo Nandi         | Kapácsy Miklós                                       | A Mayans M.C. elnöke, Stockton kartell és a Mayans M.C. három királyának egyike.                                                                                                |
| Sederica Palomo             | Mía Maestro       | Nádasi Veronika (2. évad) Bognár Gyöngyvér (3. évad) | Alsó-Kalifornia kormányzója, aki titokban Miguel Galindóval dolgozik együtt. |
| Anna Linares                | Efrat Dor         | Dobó Enikő                                           | Kormányzati ügynök, aki Lincoln Potterrel együtt dolgozik a Mayans M.C. és a Los Olvidados ügyében folytatott nyomozásban.                                                      |
| Erin Thomas                 | Holland Roden     | Berkes Boglárka                                      | Emily Galindo kishúga, aki Santo Padre-ba költözik, hogy vele éljen. |

### Magyar változat
- Főcím: Endrédi Máté
- Magyar szöveg: Kiss Barnabás
- Hangmérnök: Salgai Róbert
- Vágó: Kránitz Bence
- Gyártásvezető: Németh Piroska (1. évad), Bogdán Anikó (2–5. évad)
- Szinkronrendező: Molnár Ilona
- Produkciós vezető: Felföldi Anna (1–2. évad), Máhr Rita (3–5. évad)

A szinkront az SDI Media Hungary készítette el.

## Évados áttekintés
| Évad | Évad | Részek száma | Részek száma | Eredeti sugárzás    | Eredeti sugárzás  | Eredeti adó       | Magyar sugárzás  | Magyar sugárzás  | Magyar adó |
| Évad | Évad | Részek száma | Részek száma | Évadbemutató        | Évadzáró          | Eredeti adó       | Évadbemutató     | Évadzáró         | Magyar adó |
| ---- | ---- | ------------ | ------------ | ------------------- | ----------------- | ----------------- | ---------------- | ---------------- | ---------- |
|      | 1.   | 10           | 10           | 2018. szeptember 4. | 2018. november 6. |                   | 2020. április 1. | 2020. április 1. |            |
|      | 2.   | 10           | 10           | 2019. szeptember 3. | 2019. november 5. | 2020. április 1.  | 2020. április 1. |                  |            |
|      | 3.   | 10           | 10           | 2021. március 16.   | 2021. május 11.   | 2021. március 17. | 2021. május 12.  |                  |            |
|      | 4.   | 10           | 10           | 2022. április 19.   | 2023. május 24.   | 2022. június 28.  | 2022. június 28. |                  |            |
|      | 5.   | 10           | 10           | 2023. május 24.     | 2023. június 1    | 2023. július 19.  | 2023. július 27  |                  |            |

## Epizódok

### Első évad (2018)
| Sor. | Év. | Cím                         | Rendező               | Író                             | Premier                               |
| ---- | --- | --------------------------- | --------------------- | ------------------------------- | ------------------------------------- |
| 1.   | 1.  | Kutya (Perro/Oc)            | Norberto Barba        | Kurt Sutter és Elgin James      | 2018. szeptember 4. 2020. április 1.  |
| 2.   | 2.  | Skorpió (Escorpión/Dzec)    | Norberto Barba        | Kurt Sutter                     | 2018. szeptember 11. 2020. április 1. |
| 3.   | 3.  | Bagoly (Búho/Muwan)         | Guy Ferland           | Sean Tretta és Andrea Ciannavei | 2018. szeptember 18. 2020. április 1. |
| 4.   | 4.  | Denevér (Murciélago/Zotz)   | Hanelle Culpepper     | Kurt Sutter és Santa Sierra     | 2018. szeptember 25. 2020. április 1. |
| 5.   | 5.  | Oposszum (Uch/Opossum)      | Batán Silva           | Bryan Gracia                    | 2018. október 2. 2020. április 1.     |
| 6.   | 6.  | Macska (Gato/Mis)           | Félix Enríquez Alcalá | Debra Moore Muñoz               | 2018. október 9. 2020. április 1.     |
| 7.   | 7.  | Csótány (Cucaracha/K'uruch) | Rachel Goldberg       | Elgin James                     | 2018. október 16. 2020. április 1.    |
| 8.   | 8.  | Patkány (Rata/Ch'o)         | Peter Weller          | Andrea Ciannavei és Kurt Sutter | 2018. október 23. 2020. április 1.    |
| 9.   | 9.  | Kígyó (Serpiente/Chikchan)  | Norberto Barba        | Sean Tretta és Kurt Sutter      | 2018. október 30. 2020. április 1.    |
| 10.  | 10. | Varjú (Cuervo/Tz'ikb'uul)   | Elgin James           | Kurt Sutter                     | 2018. november 6. 2020. április 1.    |

### Második évad (2019)
| Sor. | Év. | Cím                     | Rendező                 | Író                             | Premier                               |
| ---- | --- | ----------------------- | ----------------------- | ------------------------------- | ------------------------------------- |
| 11.  | 1.  | Xbalanque (Xbalanque)   | Kevin Dowling           | Kurt Sutter                     | 2019. szeptember 3. 2020. április 1.  |
| 12.  | 2.  | Xaman-Ek (Xaman-Ek)     | Sebastian "Batán" Silva | Sean Tretta és Andrea Ciannavei | 2019. szeptember 10. 2020. április 1. |
| 13.  | 3.  | Camazotz (Camazotz)     | Guy Ferland             | Elgin James és Jenny Lynn       | 2019. szeptember 17. 2020. április 1. |
| 14.  | 4.  | Lahun Chan (Lahun Chan) | Rebecca Rodriguez       | Bryan Gracia                    | 2019. szeptember 24. 2020. április 1. |
| 15.  | 5.  | Xquic (Xquic)           | Rachel Goldberg         | Debra Moore Munoz               | 2019. október 1. 2020. április 1.     |
| 16.  | 6.  | Muluc (Muluc)           | Guy Ferland             | Andrea Ciannavei                | 2019. október 8. 2020. április 1.     |
| 17.  | 7.  | Tohil (Tohil)           | Peter Weller            | Jenny Lynn                      | 2019. október 15. 2020. április 1.    |
| 18.  | 8.  | Kukulkan (Kukulkan)     | Allison Anders          | Sean Tretta                     | 2019. október 22. 2020. április 1.    |
| 19.  | 9.  | Itzam-Ye (Itzam-Ye)     | Kevin Dowling           | Kurt Sutter és Elgin James      | 2019. október 29. 2020. április 1.    |
| 20.  | 10. | Hunahpu (Hunahpu)       | Elgin James             | Kurt Sutter                     | 2019. november 5. 2020. április 1.    |

### Harmadik évad (2021)
| Sor. | Év. | Cím                                                          | Rendező                | Író                              | Premier                             |
| ---- | --- | ------------------------------------------------------------ | ---------------------- | -------------------------------- | ----------------------------------- |
| 21.  | 1.  | Harc a halál angyalával (Pap Struggles with the Death Angel) | Michael Dinner         | Elgin James                      | 2021. március 16. 2021. március 17. |
| 22.  | 2.  | Trónfosztás (The Orneriness of Kings)                        | Michael Dinner         | Sean Tretta                      | 2021. március 16. 2021. március 17. |
| 23.  | 3.  | Aki sokat markol, keveset fog (Overreaching Don't Pay)       | Rachel Goldberg        | Andrea Ciannavei és Jenny Lynn   | 2021. március 23. 2021. március 24. |
| 24.  | 4.  | Királyok haragja (Our Gang's Dark Oath)                      | Brett Dos Santos       | Bryan Gracia és Sara Price       | 2021. március 30. 2021. március 31. |
| 25.  | 5.  | Virágok között (Dark, Deep-Laid Plans)                       | Elgin James            | Debra Moore Muñoz                | 2021. április 6. 2021. április 7.   |
| 26.  | 6.  | Hazug imádság (You Can't Pray a Lie)                         | Elgin James            | Andrea Ciannavei                 | 2021. április 13. 2021. április 14. |
| 27.  | 7.  | Miből lesz a cserebogár (What Comes of Handlin' Snakeskin)   | Elgin James            | Bryan Gracia                     | 2021. április 20. 2021. április 21. |
| 28.  | 8.  | Harci üzemmód (A Mixed-up and Splendid Rescue)               | Alonso Alvarez-Barreda | Jenny Lynn                       | 2021. április 27. 2021. április 28. |
| 29.  | 9.  | A halál árnyékában (The House of Death Floats By)            | Elgin James            | Sean Tretta                      | 2021. május 4. 2021. május 5.       |
| 30.  | 10. | Egy korszak vége (Chapter the Last, Nothing More to Write)   | Elgin James            | Elgin James és Debra Moore Muñoz | 2021. május 11. 2021. május 12.     |

### Negyedik évad (2022)
| Sor. | Év. | Cím                                      | Rendező          | Író                                | Premier                            |
| ---- | --- | ---------------------------------------- | ---------------- | ---------------------------------- | ---------------------------------- |
| 31.  | 1.  | Cleansing of the Temple                  | Elgin James      | Elgin James                        | 2022. április 19. 2022. június 28. |
| 32.  | 2.  | Hymn Among Ruins                         | Elgin James      | Debra Moore Muñoz                  | 2022. április 19. 2022. június 28. |
| 33.  | 3.  | Self Portrait in a Blue Bathroom         | Brett Dos Santos | Gerald Cuesta                      | 2022. április 26. 2022. június 28. |
| 34.  | 4.  | A Crow Flew By                           | Michael D. Olmos | Sara Price                         | 2022. május 3. 2022. június 28.    |
| 35.  | 5.  | Death of the Virgin                      | Elgin James      | Sean Clayton Varela                | 2022. május 10. 2022. június 28.   |
| 36.  | 6.  | When I Die, I Want Your Hands on my Eyes | Melissa Hickey   | Elba Román-Morales                 | 2022. május 17. 2022. június 28.   |
| 37.  | 7.  | Dialogue with the Mirror                 | Elgin James      | Debra Moore Muñoz & Richard Cabral | 2022. május 24.. 2022. június 28.  |
| 38.  | 8.  | The Righteous Wrath of an Honorable Man  | Danny Pino       | Debra Moore Muñoz                  | 2022. május 31. 2022. június 28.   |
| 39.  | 9.  | The Calling of Saint Matthew             | Brett Dos Santos | Gerald Cuesta és Sara Price        | 2022. június 7. 2022. június 28.   |
| 40.  | 10. | When the Breakdown Hit at Midnight       | Elgin James      | Elgin James és Sean Varela         | 2022. június 14. 2022. június 28.  |

### Ötödik évad (2023)
| Sor. | Év. | Cím                                                           | Rendező          | Író                           | Premier                           |
| ---- | --- | ------------------------------------------------------------- | ---------------- | ----------------------------- | --------------------------------- |
| 41.  | 1.  | I Hear the Train A-Comin                                      | Elgin James      | Elgin James                   | 2023. május 24. 2023. június 1.   |
| 42.  | 2.  | Skorpió (Lord Help My Poor Soul)                              | Brett Dos Santos | Jenny Lynn                    | 2023. május 24. 2023. június 1.   |
| 43.  | 3.  | Do You Hear the Rain                                          | Danny Pino       | Vivian Tse                    | 2023. május 31. 2023. június 8.   |
| 44.  | 4.  | I See the Black Light                                         | J. D. Pardo      | Meredith Danluck              | 2023. június 7. 2023. június 15.  |
| 45.  | 5.  | I Want Nothing but Death                                      | Elgin James      | Sean Varela                   | 2023. június 14. 2023. június 22. |
| 46.  | 6.  | My Eyes Filled and Then Closed on the Last of Childhood Tears | Allison Anders   | Miriam Hernandez              | 2023. június 21. 2023. június 29. |
| 47.  | 7.  | To Fear of Death, I Eat the Stars                             | Elgin James      | Vivian Tse                    | 2023. június 28. 2023. július 6.  |
| 48.  | 8.  | Her Blacks Crackle and Drag                                   | Brett Dos Santos | Sean Varela és Vincent Vargas | 2023. július 5. 2023. július 13.  |
| 49.  | 9.  | I Must Go in Now for the Fog Is Rising                        | Elgin James      | Jenny Lynn                    | 2023. július 12. 2023. július 20. |
| 50.  | 10. | Slow to Bleed Fair Son                                        | Elgin James      | Elgin James és Sean Varela    | 2023. július 19. 2023. július 27. |

## A sorozat készítése
2016. május 11-én jelentették be, hogy az FX megkezdte a Kemény motorosok című tévésorozat spin-offjának hivatalos forgatókönyvfejlesztését. A régóta pletykált, Mayans M.C. címet viselő mellékágat Kurt Sutter és Elgin James készítette, James írta a próbaepizód forgatókönyvét, és mindketten vezető producerként is tevékenykednek. Azt is bejelentették, hogy Sutter fogja rendezni a sorozat próbaepizódját epizódját.
2017. július 5-én bejelentették, hogy a próbaepizódot újraforgatják, és hogy Norberto Barba váltja Suttert az epizód rendezőjeként, mivel Sutter kizárólag az epizód írására akart koncentrálni. 2018. január 5-én az FX bejelentette a Television Critics Association éves téli sajtóturnéján, hogy berendelt egy tíz epizódból álló első évadot.

### Forgatás
A próbaepizód forgatása 2017 márciusában kezdődött. 2017 júliusában arról számoltak be, hogy a próbaepizódot 2017 nyarának végén újraforgatják. Ezek az újraforgatások 2017. október 23-i héten kezdődtek Los Angelesben.